# 桃山街道
桃山街道，是中华人民共和国黑龙江省七台河市桃山区下辖的一个乡镇级行政单位。

## 行政区划
桃山街道下辖以下地区：
安达社区和安和社区。